# Puerto de las Hoces de Bárcena
El puerto de las Hoces de Bárcena se sitúa en la comunidad autónoma de Cantabria (España) y se localiza en la carretera N-611, entre las localidades de Bárcena de Pie de Concha y Pesquera. Hasta la finalización de la A-67, conocida como autovía Cantabria-Meseta, en el año 2009, era necesario atravesar este puerto en la comunicación entre Cantabria y Palencia y por tanto también para acceder a la Meseta Central.

## Descripción
El puerto es conocido por sus imponentes curvas (de ahí viene su nombre) que transcurren por un estrecho valle y que permiten ascender desde unos 200 metros sobre el nivel del mar hasta cerca de 600. Antaño, la carretera era bastante peligrosa debido al intenso tráfico, especialmente de vehículos pesados, y sobre todo en invierno por las heladas y la nieve. No obstante, desde la apertura de la citada autovía, que discurre paralela a esta carretera, el puerto tiene un tráfico escaso y de carácter local.
- Datos: Q16623220